# Movimiento 23 de Marzo
- No confundir con el contexto marroquí: Movimiento del 23 de marzo

El Movimiento 23 de Marzo (en francés Mouvement du 23-Mars), a veces abreviado M23, es un grupo rebelde militar que opera en áreas del este de la República Democrática del Congo, fundamentalmente en la provincia de Kivu del Norte. El M23 está involucrado en un conflicto armado con el gobierno congoleño, lo cual ha llevado al desplazamiento de un gran número de refugiados. El 23 de noviembre de 2012 el M23 tomó el control de la ciudad de Goma, la capital de Kivu del Norte con una población de un millón de personas. A fines de 2012, las tropas congoleñas, junto con las tropas de la ONU, retomaron el control de Goma y el M23 anunció un alto el fuego iniciando las conversaciones de paz.

## Contexto
El 23 de marzo de 2009 el Congreso Nacional para la Defensa del Pueblo (CNDP) firmó un tratado de paz con el gobierno congoleño,  en el cual el CNDP se comprometía a convertirse en un partido político y sus soldados pasaban a estar integrados en las Fuerzas Armadas de la República Democrática del Congo (FARDC). El M23 tomó su nombre de la fecha de dichos acuerdos de paz, 23 de marzo. El aparato militar del movimiento es liderado por el general Sultani Makenga; mientras que el presidente es el obispo Jean-Marie Runiga, antiguo miembro del CNDP.

## Historia

### Aparición

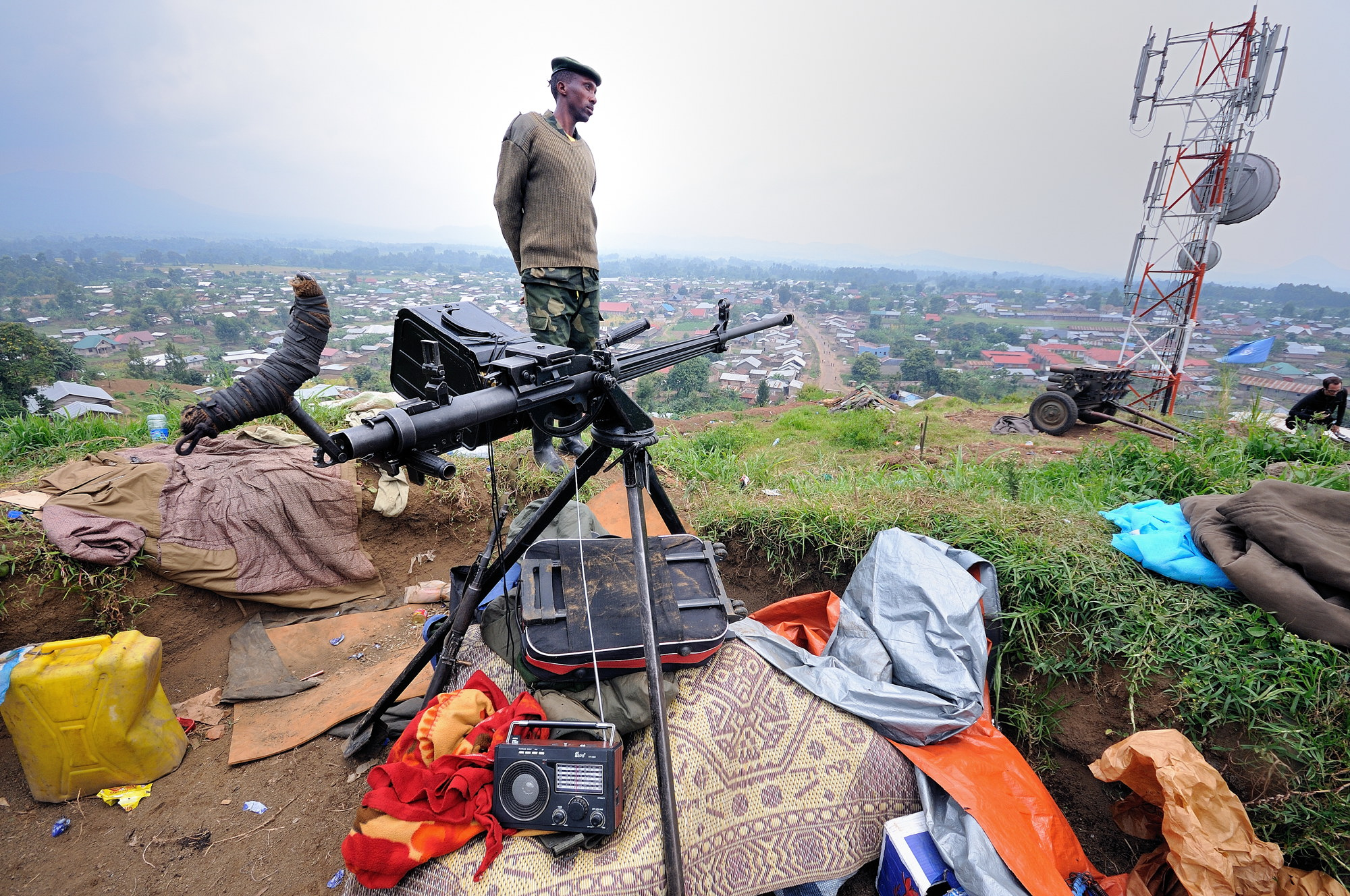
Posición defensiva del M23 en la localidad de Bunagana (Kivu del Norte). Julio de 2012.

El M23 se constituyó el 4 de abril de 2012 cuando 300 soldados, la mayoría de los cuales eran antiguos miembros del Congreso Nacional para la Defensa del Pueblo, se rebelaron contra el gobierno congoleño, criticando las condiciones paupérrimas del ejército y la poca disposición gubernamental a implementar sus compromisos derivados del acuerdo de paz del 23 de marzo de 2009. Se acusó al general Bosco Ntaganda, alias Terminator, de liderar el grupo rebelde. El presidente Joseph Kabila pidió su arresto el 11 de abril de 2012. El gobierno congoleño había amenazado con replegar a los antiguos soldados del CNDP lejos de Kivu del Norte después de la total aplicación de los acuerdos de paz, lo que llevó a muchos de estos soldados a abandonar el ejército y crear el M23.
El Movimiento 23 de Marzo está formado principalmente por tutsis Banyamulenge y se opone al denominado poder hutu de las Fuerzas Democráticas para la Liberación de Ruanda así como a las milicias Mai-Mai que operan en la zona.
Después del éxito militar, los rebeldes del M23 hicieron demandas adicionales, refiriéndose a asuntos de Derechos Humanos, democracia o gobernanza, y acusaron al presidente Kabila de amañar las elecciones de noviembre de 2011.  El M23 amenazó también con marchar a Kinshasa para deponer al presidente.

### Rebelión
El M23 ha estado activo en la provincia de Kivu del Norte, luchando contra fuerzas gubernamentales en los territorios Rutshuru y Masisi.  El 6 de junio de 2012, un portavoz congoleño informó sobre la muerte de 200 soldados del M23 durante una rebelión y que más de 370 se habían rendido a las FARDC, incluyendo 25 ciudadanos ruandeses. El 8 de julio de 2012, el coronel rebelde Sultani Makenga anunció que una ofensiva gubernamental para expulsar al M23 de sus refugios había fallado y que sus hombres habían capturado varias localidades en las cercanías de Goma, la capital de la provincia.

### Ofensiva de finales de 2012

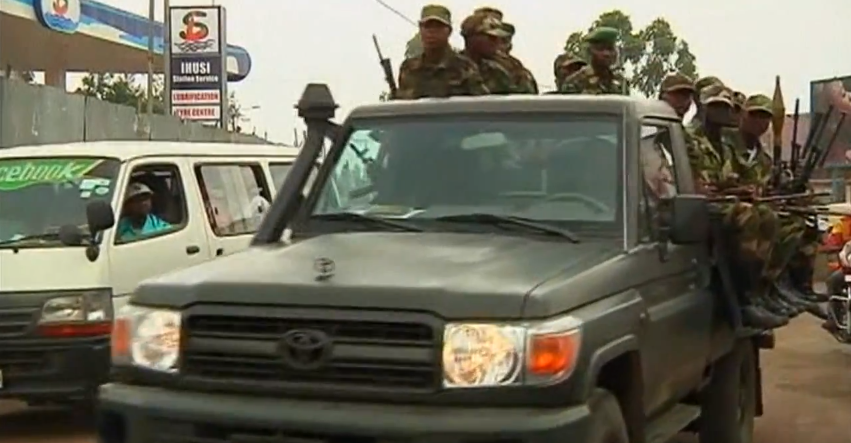
Rebeldes del M23 patrullando las calles de Goma en una furgoneta. Noviembre de 2012.

El 18 de noviembre de 2012 fuerzas del M23 avanzaron hasta las afueras de la ciudad de Goma y advirtieron a los cascos azules de la Misión de las Naciones Unidas en la República Democrática del Congo (MONUC) que no apoyaran a las tropas gubernamentales.  Lambert Mende, portavoz del Gobierno del Congo, acusó a Ruanda de estar detrás de las fuerzas rebeldes y declaró que la República Democrática del Congo, aunque no había declarado la guerra, estaba lista para hacer frente a la situación.
Los rebeldes del M23 avanzaron hacia la ciudad el 20 de noviembre y el ejército congoleño se retiró después de un breve enfrentamiento. Las columnas de rebeldes desfilaron por la ciudad y algunos de sus habitantes les dieron la bienvenida. Los guardias fronterizos congoleños abandonaron sus puestos, dejando la frontera con Ruanda abierta. Los cascos azules de la MONUC siguieron los acontecimientos sin intervenir, indicando que su mandato sólo contemplaba la protección de los civiles. Posteriormente se supo que las fuerzas del M23 consiguieron apoderarse de 20 contenedores llenos de armamento y munición de diferentes calibres, así como seis piezas de artillería (tipo 26 y lanzacohetes tipo BM), material que fue abandonado por las FARDC en su retirada de Goma.
El presidente Joseph Kabila hizo un llamamiento a los ciudadanos de Goma a "resistir" la toma del M23. Ban Ki-moon, secretario general de las Naciones Unidas, criticó la acción del M23 por supuestas violaciones de los Derechos Humanos durante la entrada a la ciudad, incluyendo la destrucción de propiedades, intimidación a periodistas y la violación de mujeres y niños. Basándose en los precedentes de combates en la misma región que desencadenaron la primera guerra del Congo, el New York Times interpretó la toma de la ciudad de Goa como un acontecimiento que planteaba serias dudas sobre la estabilidad del Congo en su conjunto.
El 22 de noviembre, el ejército congoleño en cooperación con fuerzas Mai-Mai locales repelieron a los rebeldes del M23 en las cercanías de la ciudad de Sake, a 27 kilómetros de Goma, que intentaban avanzar en dirección a Bukavu. El mismo día, el general Gabriel Amisi Kumba fue suspendido de su mando como Jefe del Estado Mayor de las fuerzas terrestres de las FARDC por el presidente Kabila debido a una investigación sobre la supuesta venta de armas a varios grupos rebeldes, incluyendo el M23, en el este del país y en la que podría estar implicado. El 23 de noviembre, los rebeldes del M23 retomaron la ciudad de Sake, en control de las FARDC, después de intensos combates que se prolongaron cuatro horas. Se informó que los rebeldes se estaban desplegando en varias direcciones: hacia el sur en dirección a Kirotshe, hacia el noroeste sentido Mushaki y hacia el norte en dirección a Kingi. Mientras tanto, las FARDC reforzaron sus posiciones con más de 3500 soldados en Minova, cerca del límite provincial con Kivu del Sur. Las Naciones Unidas anunciaron que no podían acceder a 30 de los 31 campos de refugiados que atendía en la zona debido a la ofensiva del M23.
El 24 de noviembre, el coronel Albert Kahasha, que se había rendido y sus tropas incorporado a las fuerzas gubernamentales junto a otros líderes de milicias Mai-Mai, desertaron de nuevo de las filas de las FARDC. En una reunión de los países de la región de los Grandes Lagos en Kampala, los líderes políticos dieron un ultimátum de dos días al M23 para que abandonara Goma. El plazo del ultimátum finalizó el 26 de noviembre con las fuerzas del M23 todavía presentes y controlando la capital provincial.
Las FARDC, procedentes de Minova, lanzaron una contraofensiva el 27 de noviembre sobre las posiciones del M23 en la región de Misisi, en Kivu del Norte.  Se informó que los rebeldes habían montado un control de carretera entre Goma y Sake para extorsionar a los conductores y obtener dinero.

### Retirada de Goma

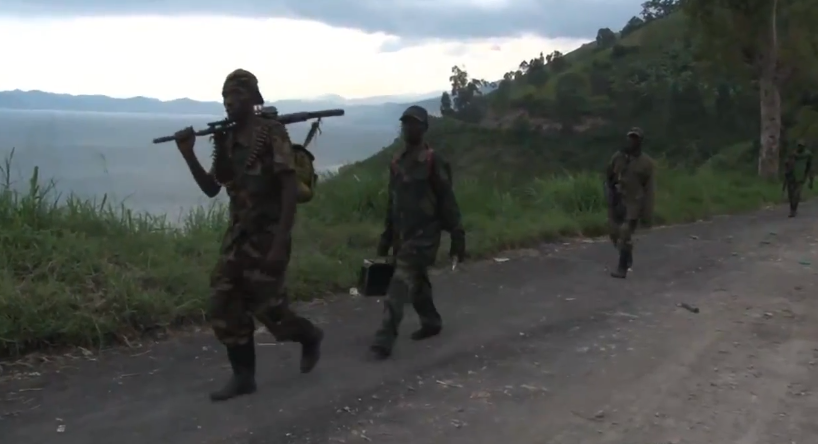
Filas del M23 en replegándose de Goma.

Tras el acuerdo de paz alcanzado en Uganda, el M23 manifestó su voluntad de retirarse de Goma el 1 de diciembre. El 30 de noviembre las tropas rebeldes del M23 comenzaron a replegarse de la ciudad de Sake. El primer contingente de 200 policías llegó a Goma ese mismo día, anticipándose a la retirada del M23. Se justificó su presencia argumentando que, supuestamente, algunos elementos del M23 se mantenían presentes en la ciudad con uniformes de la policía. La víspera del día fijado para la retirada, se acusó a los rebeldes del M23 de ir casa por casa en algunos suburbios de Goma, saqueando bienes personales, dinero y apoderándose de vehículos particulares. El ala política del movimiento M23 negó las acusaciones, atribuyendo los actos de pillaje a criminales que habrían escapado de la prisión de Munzenze.
El 3 de diciembre de 2012, las FARDC entraron en la ciudad de Goma junto a representantes gubernamentales, dos días después de que el M23 abandonara la ciudad.

### Enfrentamientos internos en 2013
El 25 de febrero de 2013 se produjeron enfrentamientos en la ciudad de Rutshuru entre distintas facciones del M23, con el resultado de varios muertos. El día anterior había sido firmado el Acuerdo Marco de Paz, Seguridad y Cooperación para la República Democrática del Congo, el cual, según fuentes, sería la causa de la discrepancia interna que enfrentaría a Jean-Marie Runiga, líder político del M23, con Sultani Makenga, jefe militar del movimiento. Sin embargo fuentes del propio M23 aseguraron que no existía división interna.
Para 2022, el M23 se dividió en facciones leales a Bertrand Bisimwa, Jean-Marie Runiga y Sultani Makenga.

### Reinsurgencia
En 2017, el comandante del M23, Sultani Makenga, y entre 100 y 200 de sus seguidores huyeron de Uganda para reanudar su insurgencia y establecieron un campamento en Mount Mikeno, en la zona fronteriza entre Ruanda, Uganda y la República Democrática del Congo. Las operaciones de este grupo disidente permanecieron marginales y no fueron apoyadas por el resto del M23. En marzo de 2022, el grupo de Makenga lanzó una ofensiva desde sus bases remotas; estos primeros ataques tuvieron un éxito limitado. Sin embargo, después de conversaciones de paz fallidas en abril de 2022, la facción M23 de Bisimwa se unió a la ofensiva. En mayo de 2022, los combatientes del M23 lanzaron un nuevo ataque, invadiendo una base del ejército congoleño en Rumangabo.  El 13 de junio, los rebeldes capturaron la importante ciudad fronteriza de Bunagana.